# Piet Uys
Petrus Lafras "Piet" Uys (Swellendam, 10 juli 1797 - Italeni, 11 april 1838) was een leider van de Voortrekkers tijdens de Grote Trek.

## Biografie
Uys was de zoon van Jacobus Johannes "Koos Bybel" Uys. Hij was getrouwd met zijn nicht Alida Maria Uys en had drie zonen, Jacobus Johannes "Kruppel Koos", Dirk Cornelis "Dirkie" en Petrus Lafras "Piet Hlobane". Hij wordt omschreven als een man met temperament, maar eerlijk, intelligent en alom gerespecteerd.
Uys leidde een expeditie richting Natal waar hij de Zoeloekoning Dingane ontmoette. Het idee was om een nederzetting te stichten als bufferzone tussen de Zoeloes en de Xhosa. Dingane gaf toestemming in ruil voor een gijzelaar, Uys' jongere broer Jannie, die twaalf dagen later werd vrijgelaten.

### Grote Trek
Na zijn deelname aan de Zesde Grensoorlog in 1835 verkocht Uys zijn boerderij en verliet hij Uitenhage voor de Grote Trek in 1837. In het hoofdkwartier van de Voortrekkers bij de Zandrivier bleek Piet Retief tot leider te zijn verkozen, wat Uys niet accepteerde en een vijandigheid tussen de twee veroorzaakte. 
Vóór de gezamenlijke trek naar Natal nam Uys het met Andries Hendrik Potgieter op tegen de vijandige Matabele van Mzilikazi, die ze naar het noorden wisten te verjagen. Terug bij het hoofdkwartier bleek Retief al te zijn vertrokken om eerder in Natal te zijn dan Uys. Uys ontmoette Andries Pretorius en trok met hem naar het laager van Retief, waar hij niet bepaald welkom werd geheten. Uys trok al snel zonder Retief verder.

### Slag bij Italeni
Toen hem het nieuws bereikte dat Retief was vermoord door Dingane was Uys alsnog op wraak uit. Potgieter en Uys kwamen in april 1838 in gevecht met de Zoeloes bij de Slag bij Italeni, waarbij Uys en zijn zoon Dirkie sneuvelden. Potgieter vluchtte tijdens de slag en werd ervan beschuldigd Uys met opzet in een hinderlaag te hebben gelokt.
De Zoeloes werden later beslissend verslagen door Pretorius in de Slag bij Bloedrivier.